# Rutledge (Minnesota)
Pour les articles homonymes, voir Rutledge.
Rutledge est une ville américaine située dans le Comté de Pine, dans le Minnesota. Selon le recensement de 2010, sa population est de 229 habitants.